# Kellamäe (Rakke)
Kellamäe – wieś w Estonii, w prowincji Virumaa Zachodnia, w gminie Rakke.